# Sistema Ii
Il sistema Ii è uno dei 38 sistemi di gruppi sanguigni umani; è basato su geni sul cromosoma 6.
L'antigene I si trova sulla membrana cellulare dei globuli rossi in tutti gli adulti, mentre l'antigene i si trova solo sui globuli rossi del feto in via di sviluppo e dei neonati. Esistono rare varianti dell'antigene i: per esempio, l'antigene i1 è raro nei bianchi, e l'antigene i2 è raro tra i neri.

## Storia
Gli antigeni del gruppo sanguigno Ii sono stati i primi alloantigeni noti nell'umano che mostravano un cambiamento completo durante lo sviluppo.
L'anti-I fu identificato per la prima volta da Wiener nel 1956. Tippett nel 1960 descrisse una famiglia nera di Baltimora in cui i globuli rossi apparentemente erano di fenotipo i e il loro siero conteneva anticorpi anti-I, dimostrando che la presenza dell'antigene I avesse basi genetiche.

## Sintesi ed espressione dell'antigene
La sintesi dell'antigene i (la forma fetale) è coadiuvata da vari enzimi, tra cui la beta-1,3-N-acetilglucosaminiltransferasi e beta-1,4-galattosilltransferasi. L'antigene i risulta caratterizzato dalla presenza di catene polisaccaridiche lineari di N-acetillattosaminoglicani.
La formazione dell'antigene I (la forma "adulta") dall'antigene i è catalizzata da una proteina chiamata I-branching enzyme (beta-1,6-N-acetilglucosaminiltransferasi) codificata dal gene GCNT2: tale enzima determina il passaggio delle catene di N-acetillattosaminoglicani dalla forma lineare presente nell'antigene i a quella ramificata che compone l'antigene adulto I. Nei neonati l'antigene i subisce una conversione graduale fino a raggiungere i livelli dell'antigene I dell'adulto entro 18 mesi dalla nascita.

## Rilevanza clinica
Gli anticorpi naturali anti-I si trovano negli adulti che possiedono l'antigene i, che è causato dalla mutazione del gene GCNT2, che codifica per l'I-branching enzyme. Le mutazioni che eliminano tutte e 3 le varianti di GCNT2 causano il fenotipo i dell'adulto con cataratta congenita.
Gli autoanticorpi anti-I sono la fonte più comune di agglutinine nell'anemia emolitica autoimmune e sono associati alla malattia da agglutinine fredde; gli autoanticorpi anti-i sono stati identificati in persone con leucemie e altre malattie del sangue; un aumento transitorio di anticorpi anti-i è relativamente comune nelle persone con mononucleosi infettiva.